# Fellagha
Il termine Fellagha (che letteralmente significa "bandito" in arabo) si riferisce a gruppi di militanti armati collegati con i movimenti anti-colonialisti del Nordafrica francese. Nella maggior parte dei casi viene utilizzato per definire i nazionalisti algerini che, attraverso la lotta armata, scacciarono i francesi da quella che ai tempi era una loro colonia. Durante la Guerra d'Algeria i Fellagha combatterono agli ordini del Front de Libération Nationale.

## Fonti
Revolt of the Fellagha Archiviato il 27 aprile 2011 in Internet Archive., Time magazine, 26 dicembre 1955